# Estopa 2.0
Estopa 2.0 es el séptimo disco del dúo español de rumba-rock, Estopa. Se trataba del segundo disco producido por ellos mismos, y se considera como la actualización y evolución del grupo además de su incursión en la red de redes, de ahí el nombre 2.0.
En su primera semana a la venta consiguió ser el disco número uno en España con más de 40 000 discos vendidos y tres meses después se convirtió en doble disco de platino con más de 80 000 copias vendidas. Se lanzaron como sencillos los temas «La primavera», «Me quedaré», y «Empanados».

## Lista de canciones
| N.º | Título                  | Duración |  |
| 1.  | «Mañanitas 2.0»         | 4:09     |  |
| 2.  | «Vacilón»               | 3:36     |  |
| 3.  | «Me quedaré»            | 3:17     |  |
| 4.  | «La primavera»          | 3:20     |  |
| 5.  | «Alma animal»           | 4:00     |  |
| 6.  | «Un rincón de mi mundo» | 3:31     |  |
| 7.  | «Rumba sin nombre»      | 3:24     |  |
| 8.  | «La bombillita»         | 3:44     |  |
| 9.  | «Estación del olvido»   | 3:00     |  |
| 10. | «Indecisión o no»       | 2:45     |  |
| 11. | «Empanados»             | 3:27     |  |
| 12. | «La locura»             | 3:20     |  |

| Estopa 2.0 "Edición especial y limitada" |                                                           |          |  |
| N.º                                      | Título                                                    | Duración |  |
| 13.                                      | «Naturaleza» (Incluida en la edición especial del disco.) | 3:54     |  |

| Estopa 2.0 "Edición digital en iTunes" |                                                                     |          |  |
| N.º                                    | Título                                                              | Duración |  |
| 14.                                    | «Me quedaré (Versión acústica)» (Incluida en la versión de iTunes.) | 3:16     |  |

| Estopa 2.0 "Edición digital en Spotify" |                                                                   |          |  |
| N.º                                     | Título                                                            | Duración |  |
| 15.                                     | «Vacilón (Versión acústica)» (Incluida en la versión de Spotify.) | 3:15     |  |

## Posicionamiento en listas
| Listas (2012)       | Mejor posición |
| ------------------- | -------------- |
| España (PROMUSICAE) | 1              |

## Certificaciones
| País   | Organismo certificador | Certificación | Ventas certificadas | Ref    |
| ------ | ---------------------- | ------------- | ------------------- | ------ |
| España | PROMUSICAE             | 2x Platino    | 80 000              | [ 11 ] |